# Konsumtionsmjölk
Konsumtionsmjölk är mjölk som är avsedd att säljas till en konsument, i stället för att bearbetas till andra mejeriprodukter.

## Europeiska Unionen
Konsumtionsmjölk finns inom EU av följande varuslag.
- obehandlad mjölk: mjölk som har uppvärmts till högst 40 °C och som inte genomgått annan behandling som har en likvärdig effekt.
- helmjölk: värmebehandlad mjölk som vad gäller fetthalt uppfyller ett av följande krav:
  - standardiserad helmjölk: mjölk med en fetthalt på minst 3,5 %. Medlemsstaterna får emellertid meddela föreskrifter om ytterligare en kategori helmjölk med en fetthalt på minst 4 %.
  - mjölk med naturlig fetthalt: mjölk vars fetthalt inte har ändrats sedan mjölkningsstadiet, varken genom tillsats eller borttagande av mjölkfett eller genom uppblandning med mjölk vars naturliga fetthalt har ändrats. Fetthalten får dock inte underskrida 3,5 %.
- standardmjölk: värmebehandlad mjölk vars fetthalt är cirka 3 %.
- mellanmjölk: värmebehandlad mjölk vars fetthalt har sänkts till lägst 1,5 % och högst 1,8 %.
- skummjölk ("lättmjölk/minimjölk"): värmebehandlad mjölk vars fetthalt har sänkts till högst 0,5 %.
- kärnmjölk, det som är kvar när man vid smörframställning tagit bort så mycket fett som möjligt. Kallas ibland blåmjölk på grund av den blåskimrande färgen.

## Vassle
Vassle är det som blir kvar av mjölken när smörämnena har skilts bort. Det är utgångsmaterial för messmör och mesost.

## Profitmarginaler
Konsumtionsmjölk är i regel den produkt i sortimentet som mejeriföretag har störst marginal på.[källa behövs]